# Diâmetro nominal
O diâmetro nominal de tubos (NPS, do inglês Nominal Pipe Size) é um conjunto de tamanhos de tubulação padrão utilizados em tubulações de pressão nos EUA. As mesmas dimensões de tubo são utilizados com nomes diferentes na Europa.
O diâmetro nominal é especificado por dois números adimensionais: o diâmetro nominal (NPS) e o schedule (SCH). A relação entre estes dois números e as dimensões reais do tubo é um pouco estranha. O NPS é relacionado ao diâmetro interno em polegadas, mas somente para NPS 1/8 à NPS 12. Para NPS 14 e maiores, o NPS é igual ao diâmetro externo (DE, do inglês: OD, outside diameter) em polegadas. Para dado NPS, o DE permanece constante e a espessura da parede aumenta com um maior SCH. Para dado SCH, o DE aumenta com um NPS crescente enquanto a espessura da parede aumenta ou permanece constante. Os tamanhos dos tubos são documentados em um número de padrões, incluindo API 5L, ANSI/ASM B36.10M nos EUA (norma brasileira NBR 5590 também segue este padrão), BS 1600 e BS EN 10255 no Reino Unido e Europa e ISO 65 internacionalmente. Os padrões ISO e europeu usam a mesma identificação (ID) de tubulação e espessura de parede, mas os codifica usando o diâmetro nominal (DN), ao invés de NPS. Para NPS maior que 14, o DN é igual ao NPS multiplicado por 25 (e não 25,4).
Os schedules mais comumente utilizados hoje são 40, 80 e 160. Existe uma crença comum que o número de schedule é um indicador da pressão em serviço que o tubo pode suportar. Por exemplo, o McGraw Hill Piping Handbook diz que o número de schedule pode ser convertido em pressão dividindo-se por 1000 e multiplicando-se pelo estresse permitido do material. No entanto, isto não é verdade. A taxa de pressão efetivamente diminui com o NPS crescente e schedule constante.

## NPS 1/8 à NPS 3-1/2
| NPS   | DN | OD    | OD     | Espessura de parede | Espessura de parede | Espessura de parede | Espessura de parede | Espessura de parede | Espessura de parede | Espessura de parede | Espessura de parede | Espessura de parede | Espessura de parede | Espessura de parede | Espessura de parede | Espessura de parede | Espessura de parede |
| NPS   | DN | OD    | OD     | SCH 5               | SCH 5               | SCH 10              | SCH 10              | SCH 30              | SCH 30              | SCH 40              | SCH 40              | SCH 80              | SCH 80              | SCH 120             | SCH 120             | SCH 160             | SCH 160             |
| NPS   | DN | (pol) | (mm)   | (pol)               | (mm)                | (pol)               | (mm)                | (pol)               | (mm)                | (pol)               | (mm)                | (pol)               | (mm)                | (pol)               | (mm)                | (pol)               | (mm)                |
| ----- | -- | ----- | ------ | ------------------- | ------------------- | ------------------- | ------------------- | ------------------- | ------------------- | ------------------- | ------------------- | ------------------- | ------------------- | ------------------- | ------------------- | ------------------- | ------------------- |
| 1/8   | 6  | 0,405 | 10,287 | 0,035               | 0,889               | 0,049               | 1,245               | 0,057               | 1,448               | 0,068               | 1,727               | 0,095               | 2,413               |                     |                     |                     |                     |
| 3/16  | 7  |       |        |                     |                     |                     |                     |                     |                     |                     |                     |                     |                     |                     |                     |                     |                     |
| 1/4   | 8  | 0,54  | 13,716 | 0,049               | 1,245               | 0,065               | 1,651               | 0,073               | 1,854               | 0,088               | 2,235               | 0,119               | 3,023               |                     |                     |                     |                     |
| 3/8   | 10 | 0,675 | 17,145 | 0,049               | 1,245               | 0,065               | 1,651               | 0,073               | 1,854               | 0,091               | 2,311               | 0,126               | 3,2                 |                     |                     |                     |                     |
| 1/2   | 15 | 0,84  | 21,336 | 0,065               | 1,651               | 0,083               | 2,108               | 0,095               | 2,413               | 0,109               | 2,769               | 0,147               | 3,734               | 0,17                | 4,318               | 0,188               | 4,775               |
| 5/8   | 18 |       |        | 5,5                 | 139,7               |                     |                     |                     |                     |                     |                     |                     |                     |                     |                     |                     |                     |
| 3/4   | 20 | 1,05  | 26,67  | 0,065               | 1,651               | 0,083               | 2,108               | 0,095               | 2,413               | 0,113               | 2,87                | 0,154               | 3,912               | 0,17                | 4,318               | 0,219               | 5,563               |
| 1     | 25 | 1,315 | 33,401 | 0,065               | 1,651               | 0,109               | 2,769               | 0,114               | 2,896               | 0,133               | 3,378               | 0,179               | 4,547               | 0,2                 | 5,08                | 0,25                | 6,35                |
| 1-1/4 | 32 | 1,66  | 42,164 | 0,065               | 1,651               | 0,109               | 2,769               | 0,117               | 2,972               | 0,14                | 3,556               | 0,191               | 4,851               | 0,215               | 5,461               | 0,25                | 6,35                |
| 1-1/2 | 40 | 1,9   | 48,26  | 0,065               | 1,651               | 0,109               | 2,769               | 0,125               | 3,175               | 0,145               | 3,683               | 0,2                 | 5,08                | 0,225               | 5,715               | 0,281               | 7,137               |
| 2     | 50 | 2,375 | 60,325 | 0,065               | 1,651               | 0,109               | 2,769               |                     |                     | 0,154               | 3,912               | 0,218               | 5,537               | 0,25                | 6,35                | 0,344               | 8,738               |
| 2-1/2 | 65 | 2,875 | 73,025 | 0,083               | 2,108               | 0,12                | 3,048               | 0,144               | 3,65                | 0,203               | 5,156               | 0,276               | 7,01                | 0,3                 | 7,62                | 0,375               | 9,525               |
| 3     | 80 | 3,5   | 88,9   | 0,083               | 2,108               | 0,12                | 3,048               |                     |                     | 0,216               | 5,486               | 0,3                 | 7,62                | 0,35                | 8,89                | 0,438               | 11,13               |
| 3-1/2 | 90 | 4     | 101,6  | 0,083               | 2,108               | 0,12                | 3,048               |                     |                     | 0,358               | 9,093               | 0,318               | 8,077               |                     |                     |                     |                     |